# 杨清柠
杨清柠（1998年11月5日—），本名杨严，出生于浙江杭州，中国大陆网络红人，前快手主播。她曾在快手拥有众多粉丝，后因未婚先孕生子以及利用直播平台进行炒作，致使很多未成年跟风效仿，遭到中国中央电视台的点名批评，随后被快手官方封禁。现主要活跃于新浪微博，以分享自己的照片为主。

## 人物经历

### 演艺事业
2014年，年仅16岁的杨清柠入驻网络直播平台并开通新浪微博。她通过在快手发起网络直播以及在微博分享自己的照片，逐渐被大众所熟知，成为一名网络红人。
2017年，杨清柠开始挑战歌手身份。在6月14日，她的第一首歌曲《我们》在网上正式发行。这首歌曲是由她和时任男友王乐乐共同演唱。9月30日，发表首支个人演唱单曲《四年半》。10月至12月，先后推出新歌《小太阳》、《没有如果的如果》、《小公主》。
2018年3月，发行第二首个人单曲《贪恋你的笑》。

### 商业投资
2018年初，杨清柠投资加盟淘宝网旗下品牌ifashion，在淘宝商城开设网店，以出售女性时装为主。

## 个人生活
杨清柠有丰富的感情经历。自2013年起，仅在5年的时间内就公开过5名男友。其间，在2017年6月26日，年仅18岁的她与时任未婚男友王乐乐生下一子，儿子乳名为“小哪吒”。不久后爆出劈腿另一位快手主播付守东，但仅几个月便分手收场。

## 争议事件
2018年3月底，中国中央电视台新闻节目曝光网络视频平台炒作未婚早孕之乱象。未婚怀孕生子的杨清柠及其男友王乐乐因在快手直播时公开秀恩爱、晒孩子，引发不少未成年人跟风效仿，从而受到了央视的点名批评。新闻播出后不久，杨清柠和王乐乐的账号被快手官方封禁。

## 音乐作品
| 发行日期       | 歌曲名称                      | 唱片公司     | 语言 |
| 2017年6月14日  | 《我们》（&王乐乐）           | 龙天腾文化   | 國語 |
| 2017年8月18日  | 《我们》（&任金勇）           | （独立发行） | 国语 |
| 2017年9月30日  | 《四年半》                    | 千和世纪     | 国语 |
| 2017年10月12日 | 《小太阳》（&小贱）           | 龙天腾文化   | 国语 |
| 2017年11月23日 | 《没有如果的如果》（&曾奕灿） | 千和世纪     | 国语 |
| 2017年12月14日 | 《小公主》（&蒋蒋）           | 龙天腾文化   | 国语 |
| 2018年3月15日  | 《贪恋你的笑》                | 千和世纪     | 国语 |